# Истрин, Василий Михайлович
Васи́лий Миха́йлович Истрин (29 января (10 февраля) 1865, Пехра-Покровское, Московский уезд, Московская губерния, Российская империя — 19 апреля 1937, Ленинград, СССР) — русский литературовед, специалист по древнеславянским памятникам. С 1907 — действительный член и ординарный академик Императорской Академии наук, впоследствии — АН СССР.

## Биография
Учился в московском Заиконоспасском духовном училище, затем 3 года — в Московской духовной семинарии, откуда ушёл учиться в Московский университет. После окончания (1887) историко-филологического факультета университета защитил магистерскую диссертацию «Александрия русских хронографов» (1893). В 1894 году изучал рукописи в библиотеках Белграда, Софии, Филиппополя, Афонских монастырей и Праги, что привело к написанию и защите докторской диссертации «Откровение Мефодия Патарского и апокрифические видения Даниила» (1897).
Был приват-доцентом Московского университета (1891—1897), читал лекции по истории русского языка; затем — профессором Новороссийского университета (ныне — Одесский национальный университет имени И. И. Мечникова)(1897—1907) по кафедре русского языка и словесности (вступительная лекция «Хронографы в русской литературе» была прочитана им 16 сентября 1897 года). В Одессе женился на своей слушательнице Евгении Самсоновне Кузьменко (Истриной) (1906), которая также стала крупным лингвистом-русистом и историком языка.
Как профессор он не только читал лекции, но и выступал в качестве инспектора, проверяющего качество и уровень преподавания литературы в гимназиях.

«…если бы теперь открылась возможность радикально преобразовать школу, то вряд ли можно ожидать быстрых и разительных успехов. Прежде всего, взгляды на реформы школы так разнообразны и защитники той или другой школы так между собой не сходятся, что все дело реформы свелось бы к тому, в чьих руках в данный момент очутилась бы власть. Практика, однако, показала, что такой способ проведения реформ не состоятелен. Поэтому и надежда на какую-то радикальную реформу школы есть надежда несостоятельная. <…> Одно должно признать несомненным, что дело преподавания, как дело живое, требует со стороны преподавателя постоянного к нему интереса и постоянного самоусовершенствования, а то и другое возможно только при достаточной свободе в своих действиях, при достаточном досуге, необходимом для самоусовершенствования, и при достаточном материальном обеспечении, дающем ему возможность пользоваться тем и другим».

С 1907 года работал в Петербурге в Академии наук, в «Известиях» которой он напечатал ряд ценных статей о древнерусской литературе и апокрифах. Исследовал новейшую русскую литературу XIX века, в том числе творчество А. С. Пушкина.
В 1909 году в его небольшой заметке «День рождения Гоголя» (ИОРЯС, XIII, кн. 4, 1908) были представлены фотографии из метрической книги, свидетельствующие о том, что датой рождения Н. В. Гоголя является 20 марта, а не 19-е, как было принято считать.
Ему принадлежат работы по изучению творчества и биографий А. И. Тургенева (1910, 1911, 1915), А. С. Кайсарова (1916), В. А. Жуковского (1911).
В 1920 по 1930 год Истрин осуществил издание рукописи «Хроника Георгия Амартола в древнеславянорусском переводе» и своего исследования этой книги.
Членкор Американской академии медиевистики (1929).
Похоронен на Смоленском православном кладбище.

## Труды
- Александрия русских хронографов : Исслед. и текст. Москва : Унив. тип., 1893
- Сказание об Индейском царстве : Исслед. с 3 прил. и фот. табл, Москва : тип. Э. Лисснера и Ю. Романа, 1893
- Апокрифическое мучение Никиты. — Одесса, 1898. — критическое издание греческого житийного апокрифа и славянского перевода о Никите Бесогоне
- Хроника Иоанна Малалы в славянском переводе. СПб., 1897—1914.
- Летописные повествования о походах русских князей на Царьград. — Пг., 1917.
- Книгы временыя и образныя Георгия Мниха. Хроника Георгия Амартола в древнем славянорусском переводе Т. 1. Текст, исслед. и словарь. Пг., 1920;
- Книгы временыя и образныя Георгия Мниха. Хроника Георгия Амартола в древнем славянорусском переводе Т. 2. а) Греческий текст «Продолжения Амартола»; б) Исследовани. Пг., 1922;
- Книгы временыя и образныя Георгия Мниха. Хроника Георгия Амартола в древнем славянорусском переводе Т. 3. Греческо-славянский и славянско-греческий словари. Л., 1930